# Hipólito Escolar
Hipólito Escolar Sobrino (Navalmanzano, 29 de mayo de 1919-Madrid, 6 de mayo de 2009) fue un bibliotecario y escritor español. Fue director de la Biblioteca Nacional de España entre 1975 y 1985. Era yerno de Eugenio Franco Puey, medio hermano de Francisco Franco.

## Biografía
Nació en Navalmanzano (Segovia) y fue alumno del Instituto General y Técnico de Segovia, donde era profesor y vicedirector Antonio Machado. Estudia Filosofía y Letras en la Universidad Complutense de Madrid y en 1944 aprueba las oposiciones del Cuerpo de Archivos y Bibliotecas. En 1947 se incorpora a la biblioteca Francisco Villaespesa de Almería como director, pero regresa a Madrid en 1952 para crear la Biblioteca de Iniciación Cultural, donde estableció un servicio de préstamo a distancia de documentos textuales y audiovisuales para todo el país.
En 1962 fue nombrado vocal de la recién fundada Comisión de Información y Publicaciones Infantiles y Juveniles.
En 1968, la UNESCO le ofrece el asesoramiento al gobierno de Brasil sobre la creación de su Biblioteca Nacional de Brasilia y una red de bibliotecas públicas brasileñas. Posteriormente en 1976 fue nombrado director de la Biblioteca Nacional, que dirigió hasta su jubilación en 1985.
Falleció en Madrid el 6 de mayo de 2009.

## Estudios históricos
Hipólito Escolar ha investigado sobre temas relacionados con el libro, las bibliotecas y la Biblioteconomía. Entre ellos, destaca:
- Manual de historia del libro.
- Historia del libro español (Madrid, Gredos, 1998).
- La biblioteca de Alejandría.
- Historia de la Bibliotecas.
- El compromiso intelectual de bibliotecarios y editores.
- Historia social del libro. La tableta cuneiforme (Cuadernos de la Biblioteca Profesional de ANABA, núm. 9.  Madrid, 1974).
- Historia social del libro. Egipto (Cuadernos de la Biblioteca Profesional de ANABA, núm. 10.  Madrid, 1974).
- Historia social del libro. Del alifato a la Biblia (Cuadernos de la Biblioteca Profesional de ANABA, núm. 11.  Madrid, 1974).

En 1944, funda la editorial Gredos junto a Julio Calonge, Valentín García Yebra y José Oliveira.